# Seminário Episcopal de Angra
O Seminário Episcopal de Angra é uma instituição de ensino religioso destinada à formação de membros do clero católico romano. Integrado na Diocese de Angra, localiza-se no centro histórico da cidade de Angra do Heroísmo, na Ilha Terceira, nos Açores. Fundado em 1862, é a única instituição de ensino eclesiástico da Igreja Católica no arquipélago dos Açores. Durante anos foi também a única instituição de formação pós-secundária nos Açores, tendo, dadas as dificuldades de acesso à rede liceal, assumido até à década de 1970 um papel central na formação da intelectualidade e da classe dirigente açoriana. O Seminário de Angra conheceu o seu apogeu nas décadas de 1950 e 1960, funcionando hoje com uma população estudantil muito reduzida.

## Origem
Apesar do Concílio de Trento (1545-1563), na sua Sessão XXV, ter determinado que, a bem da qualidade e da ortodoxia, a formação dos sacerdotes se faria em seminários, durante os primeiros três séculos de história da diocese angrense, os clérigos açorianos preparavam-se maioritariamente nos conventos de religiosos existentes nas ilhas e nos Colégios dos Jesuítas de Angra, Ponta Delgada e Horta (até à sua expulsão). Alguns frequentavam seminário portugueses, com um pequeno número a frequentarem a Universidade de Coimbra, a Universidade de Salamanca e seminários e colégios em Roma.
Com o andar do tempo, a função de formar o clero foi sendo progressivamente assumida pelos Colégios dos Jesuítas, cuja qualidade de teológica e pastoral era considerada melhor. Mesmo assim surgem amiúde referências que prova que a formação do clero era deveras deficientes.
Face à importância que tinham assumido, a ideia de criar um seminário nos Açores ganhou novo impulso quando a expulsão dos Jesuítas fechou os três colégios existentes, deixando a formação essencialmente nas mãos dos conventos Franciscanos, manifestamente impreparados para tal.
Foi neste contexto que logo em 1788, o bispo D. Frei José da Avé-Maria Leite da Costa e Silva, à semelhança de outros prelados em dioceses que enfrentavam o mesmo problema, propôs criar um seminário no Colégio de Angra dos expulsos Jesuítas, mas nada se fez porque tal proposta foi rejeitada pelo governo.
A ideia de criar um seminário nos Açores manteve-se uma preocupação central dos prelados, de tal forma que o bispo D. José Pegado de Azevedo (1802-1812), pois deixou em testamento a sua biblioteca ao seu sucessor, até que houvesse em Angra um seminário.
Nas Bulas de Confirmação de D. Frei Estêvão de Jesus Maria para bispo de Angra, o papa Leão XII manifestava o desejo de que ele fundasse um seminário, conforme prescrevera o Concílio Tridentino.
Foi assim que aproveitando este mandato explícito e as condições favoráveis criadas pela Regeneração que em 1862, passados 328 anos da fundação da Diocese, e quase 300 após aquele Concílio, começou a funcionar um seminário nos Açores.
Foi aproveitado para tal fim o extinto Convento de São Francisco de Angra, cujas obras de adaptação levaram dois anos a realizar. A sua inauguração solene realizou-se a 9 de Novembro de 1862. Nesse dia teve lugar uma grande festa em honra de Nossa Senhora da Guia, titular do antigo convento, à qual assistiu o bispo diocesano e muito clero da Ilha.
Apesar dessa abertura solene e das avultadas obras que se realizaram, só em 1864 é que o Seminário Episcopal de Angra recebeu os seus primeros alunos internos.

## A coexistência com o Liceu
Na sua fase inicial o Seminário e o Liceu de Angra partilharam instalações no antigo convento franciscano, sendo que a biblioteca que o Liceu tinha, na sala do convento para esse fim destinada, era quase exclusivamente constituída por livros que lá haviam deixado os frades franciscanos.
No tempo do bispo D. Francisco José Vieira e Brito (1892-1901), foi criada a Estudantina Santa Cecília, o elemento orquestral de todas as festas do Seminário no século seguinte.
No ano lectivo de 1901-1902 foi entregue ao Seminário todo o edifício. A decisão de entregar o edifício ao Seminário parece estar ligada à epidemia de febre tifóide que em fins de Novembro do ano de 1900, causou a morte a 5 jovens que frequentavam o Seminário. Dada a gravidade da situação, os alunos foram autorizados a ir para junto das suas famílias, até finais de Janeiro seguinte e o Liceu mudou de instalações. Tal acontecimento parece ter influído na decisão do governo de entregar ao Seminário aquele velho edifício.
Esta não foi a única interrupção devido a razões sanitárias, já que no ano lectivo 1908-1909, o Seminário não pôde ser frequentado, devido à peste bubónica que assaltou a ilha Terceira. Só no fim do ano alguns alunos vieram fazer exames singulares de algumas disciplinas que tinham estudado em suas casas.
A situação de utilização exclusiva das instalações durou pouco, já que em 1910 ambas as instituições partilhavam novamente o edifício.

## A implantação da República
Na sequência da implantação da República em Portugal e da separação entre Igreja e Estado, no princípio de Outubro de 1911, invocando ordens superiores, o administrador do concelho de Angra do Heroísmo tomou conta das chaves do edifício, ficando todo o mobiliário escolar, biblioteca, o pequeno museu, instalações eléctricas, louças, e demais equipamentos na posse do Estado. O imóvel ficava agora na posse exclusiva do Liceu, situação que se manteria até 1968, ano em que foi inaugurada a actual Escola Secundária Jerónimo Emiliano de Andrade.
No ano lectivo seguinte, nõa existindo internato, alguns alunos abandonaram o curso, outros foram para suas famílias aguardar a resolução da questão. Os seminaristas da Terceira instalaram-se em casas particulares e iam receber lições à morada dos professores.
Face à inexistência de prelado diocesano, pois o bispo D. José Correia Cardoso Monteiro falecera pouco antes da Revolução e a falta de reconhecimento do novo regime pela Santa Sé impedia a substituição, os alunos que terminavam o curso eram ordenados em Roma e depois em Lamego, onde o antigo bispo de Angra, D. Francisco José Ribeiro Vieira e Brito, conferia a ordem completa.

## A mudança para as actuais instalações
Em consequência do conflito entre a Igreja e o Estado, o vigário capitular, Dr. José dos Reis Fisher, esteve entre 1912 e 1914 deportado em Ponta Delgada. Face à necessidade ingente de um Seminário Diocesano, então sem instalações na ilha Terceira, decidiu procurar instalações na ilha de São Miguel, encetando negociações com o proprietário do Convento de S. Francisco, em Vila Franca do Campo.
Estava a aquisição quase decidida, quando recebeu um telegrama, anunciando-lhe que o seu procurador na Terceira tinha efectuado a compra, na data de 2 de Março de 1914, da casa do barão do Ramalho, na Rua do Palácio, Angra do Heroísmo.
Como a Lei não permitia que nos Açores houvesse um instituto com o nome de Seminário, após pequenas adaptações, a partir do ano lectivo de 1914-1915 foi instalado naquele imóvel o Internato, funcionando ali a moradia dos professores, as aulas para o Curso de Teologia, o refeitório, a capela e a residência dos poucos alunos, que continuavam a frequentar o Liceu.
Com o aumento do número de alunos, D. Manuel Damasceno da Costa reconheceu a precariedade do edifício e comprou o solar do conde da Praia, no alto de Santa Luzia (onde hoje funciona o observatório meteorológico), para nele se construir um edifício para o Seminário. Contudo, a nova localização despertou oposição por parte dos professores, alegando a distância e altitude em que o Seminário ficaria em relação à cidade. O velho solar veio por isso a servir apenas para alojamento de alunos, sendo depois a antiga Casa do Conde demolida para se aproveitar a pedra na obra de adaptação que, por autorização do bispo D. Guilherme Augusto Inácio de Cunha Guimarães, foi feita na antiga casa do barão do Ramalho. A esta obra dedicou todo o seu esforço o vice-reitor de então, Manuel Medeiros Guerreiro.
O edifício manteve-se com a nova estrutura dos anos de 1930 até 1 de Janeiro de 1980, quando um violento terramoto destruiu completamente a capela e arruinou a zona de quartos destinada a alunos e professores. A inauguração, após a reconstrução, deu-se no ano de 1985.